# Дел Сити
Дел Сити (енгл. Dell City) град је у америчкој савезној држави Тексас. По попису становништва из 2010. у њему је живело 365 становника.

## Демографија
Према попису становништва из 2010. у граду је живело 365 становника, што је 48 (11,6%) становника мање него 2000. године.
| Група             | 2000.       | 2010.       |
| Белци             | 120 (29,1%) | 106 (29,0%) |
| Афроамериканци    | 6 (1,5%)    | 16 (4,4%)   |
| Азијати           | 1 (0,2%)    | 0 (0,0%)    |
| Хиспаноамериканци | 286 (69,2%) | 242 (66,3%) |
| Укупно            | 413         | 365         |